# Глюкоза
Глюко́за, или виноградный сахар, или декстроза (D-глюкоза), C6H12O6 — органическое соединение, углевод, моносахарид (6-атомный гидроксиальдегид, гексоза), один из самых распространённых источников энергии в живых организмах. Встречается в соке многих фруктов и ягод, в том числе и винограда, от чего и произошло название этого вида сахара. Глюкозное звено входит в состав полисахаридов (целлюлоза, крахмал, гликоген) и ряда дисахаридов (мальтозы, лактозы и сахарозы), которые в пищеварительном тракте расщепляются на мономеры: например, сахароза — на глюкозу и фруктозу, лактоза — на глюкозу и галактозу, и т. д.

## Этимология
Название «глюкоза» было дано в 1838 году Жаном-Батистом Дюма, в основу легло греческое слово γλυκύς, что означает «сладкий». Фридрих Август Кекуле предложил термин «декстроза», поскольку в водном растворе глюкозы плоскость линейно-поляризованного света повернута вправо, а «dexter» на латыни означает «правый».

## История
Вероятно, глюкоза известна человеку с древних времён, поскольку она кристаллизуется из мёда. Однако в чистом виде её выделили гораздо позже: немецкий химик Андреас Маргграф получил её в 1747 году из виноградного сока. Жозеф Луи Пруст в 1801 году осадил кристаллы α-D-глюкозы из того же виноградного сока. Благодаря этим экспериментам за глюкозой закрепилось название виноградного сахара.
Использование глюкозы в качестве подсластителя связано с тем, что во время Наполеоновских войн были заблокированы поставки тростникового сахара из Вест-Индии. Ещё в 1000 году до н. э. в Китае из крахмала (ферментацией риса) получали искусственный подсластитель — дисахарид мальтозу. К концу XVIII в. в Европе было известно, что крахмал можно обработать кислотой и получить сладкое вещество. Именно это позволило К. С. Кирхгофу нагреванием картофельного крахмала с серной кислотой получить сладкое сиропообразное вещество. В результате оптимизации процесса он получил сироп, который кристаллизовался при стоянии. Кроме того, была предпринята попытка прессовать получаемую массу в твёрдый продукт и в таком виде продавать. Однако организовать производство не удалось, поскольку Наполеон потерпел поражение и поставки сахара были восстановлены.
Процесс получения глюкозы исследовал французский химик Соссюр. Он выяснил, что крахмал подвергается гидролизу, при котором разрушаются связи между углеводными фрагментами, причём на каждый разрыв расходуется по одной молекуле воды. Также было обнаружено, что конфеты, производимые из сиропов глюкозы, не такие сладкие, как те, что получают из сахарозы. Поэтому в Германии и других странах Европы было организовано производство глюкозы.
В то время промышленная глюкоза была недостаточно чистой и получалась в виде сиропов. Её приходилось многократно кристаллизовать из воды или использовать органические растворители. Единственной твёрдой формой, которую выпускали в большом количестве, была литая глюкоза: сироп заливали в формы, где он затвердевал.
В 1923 году в США Уильям Б. Ньюкирк (англ. William B. Newkirk) запатентовал промышленный способ получения глюкозы. Этот способ отличался тщательным контролем условий кристаллизации, благодаря чему глюкоза выпадала из раствора в виде чистых, крупных кристаллов.

## Строение молекулы
Глюкоза принадлежит к классу альдогексоз, то есть является полигидроксиальдегидом, содержащим шесть атомов углерода, альдегидную группу и пять гидроксильных групп. Четыре атома углерода в её структуре являются хиральными, поэтому существует 16 стереоизомерных альдогексоз: некоторые встречаются в природе, некоторые получены синтетически. Конкретную конфигурацию хиральных центров глюкозы в конце XIX в. установил немецкий химик Эмиль Фишер. Он сделал это при помощи реакций наращивания и деградации углеродной цепи сахаров. Наряду с наиболее распространённым в природе моносахаридом D-глюкозой существует также её энантиомер L-глюкоза, который в природе практически не встречается.

Часто D-глюкозу изображают в линейной форме, однако в действительности D-глюкоза существует в циклической форме, образованной в результате присоединения ОН-группы при углероде С-5 к альдегидной группе. Образующийся при этом циклический полуацеталь устойчив: в растворах и кристаллической форме D-глюкоза более чем на 99 % находится в форме полуацеталя. В общем такую форму называют пиранозной (от названия пирана — шестичленного гетероцикла с одним атомом кислорода), а циклическую D-глюкозу называют D-глюкопиранозой.
При описанной циклизации возникает новый стереоцентр при полуацетальном атоме углерода, поэтому D-глюкопираноза может существовать в виде двух диастереомеров, называемых аномерами: α-D-глюкопиранозы и β-D-глюкопиранозы (или кратко: α-D-глюкозы и β-D-глюкозы; α-аномера и β-аномера). Изображать циклические формы углеводов удобно при помощи проекций Хеуорса — идеализированных шестичленных циклов с заместителями над и под плоскостью цикла.
|  |  |

Наиболее близко к истине структуру молекулы глюкозы можно изобразить, используя конформацию «кресло». В таком представлении все гидроксильные группы D-глюкопиранозы находятся в экваториальных положениях (кроме аномерной, которая может находиться в экваториальном либо аксиальном положении в зависимости от аномера). Экваториальные положения более выгодны по сравнению с аксиальными: это объясняет, почему глюкоза является наиболее распространённым моносахаридом.
|  |  |

В растворах α-D-глюкопираноза и β-D-глюкопираноза существуют в равновесии и взаимопревращаются через образование открытоцепной формы. Равновесная доля α-аномера при 31 °C составляет 38 %, а более устойчивого β-аномера — 62 %. Чистые аномеры можно получить в кристаллическом виде: α-аномер кристаллизуется из воды в виде моногидрата, а β-аномер кристаллизуется из пиридина.

## Физические свойства
Глюкоза — бесцветное кристаллическое вещество без запаха. Обладает сладким вкусом. D-глюкоза представлена в виде трёх кристаллических форм: безводной α-D-глюкопиранозы, моногидрата α-D-глюкопиранозы и безводной β-D-глюкопиранозы (хотя описан также моногидрат β-D-глюкопиранозы). Безводные формы имеют орторомбические кристаллы, а гидрат — моноклинные. Все три формы отличаются температурой плавления: α-аномер плавится при 146 °C, его моногидрат — при 83 °C, β-аномер — при 148—150 °C.
Аномеры D-глюкопиранозы оптически активны: удельное вращение α-аномера составляет +112,2°, β-аномера — +18,9°. Оба аномера при растворении претерпевают мутаротацию, то есть превращаются в равновесную смесь, состоящую из 62 % β-аномера и 38 % α-аномера. Удельное вращение этой смеси составляет +52,7°.

## Получение

### Производство глюкозных сиропов

#### Кислотный гидролиз крахмала

Структура амилопектина — компонента крахмала

Единственным сырьём для производства глюкозы является крахмал, хотя делаются попытки использовать другой природный полимер глюкозы — целлюлозу. Основным источником крахмала является кукуруза: 100 % глюкозных подсластителей в США и 84 % в Японии производят из кукурузного крахмала. Также 70 % производимой в мире кукурузы идёт на производство глюкозы. В Европе постепенно возрастает использование пшеничного крахмала, хотя в основном используется также кукурузный крахмал. В Австралии глюкозу получают только из пшеничного крахмала. В Азии используют крахмал из саго, тапиоки и кукурузы.
Для получения глюкозы крахмал гидролизуют в присутствии кислот или ферментов. При этом происходит разрыв связей между глюкозными звеньями полимерных амилозы и амилопектина — компонентов крахмала — и образуется мономер (D-глюкоза) с некоторым содержанием димеров: мальтозы и изомальтозы. Для кислотного гидролиза готовят суспензию крахмала в воде (30-40 мас. %) и доводят pH до 2 или ниже. При атмосферном давлении кислотный гидролиз протекает 6 ч, однако современные установки позволяют проводить процесс при повышенном давлении и, соответственно, более высокой температуре. При давлении 415—620 кПа и температуре до 160 °C крахмал гидролизуется в течение нескольких минут. Останавливают реакцию добавлением нейтрализующего реагента (обычно карбоната натрия), и pH повышается до 4-5,5.
После гидролиза нерастворимые примеси, которые изначально присутствовали в крахмале, отделяют центрифугированием или фильтрованием, а растворимые примеси удаляют активированным углём и ионообменными смолами. Смолы также позволяют обесцветить полученную глюкозу. Конечный раствор упаривают. Большинство глюкозных сиропов продают в виде 70-85 % растворов, хотя их можно упарить и до твёрдого состояния.
Глюкозные сиропы отличаются по степени гидролиза крахмала: её оценивают по количеству присутствующих в конечном продукте восстанавливающих сахаров и выражают в декстрозных эквивалентах (DE). Интересно, что кислотный гидролиз является в целом случайным процессом, однако в данном случае при одинаковой степени конверсии получается очень воспроизводимый углеводный состав конечного продукта. В некоторых случаях этот факт является нежелательным ограничением, потому что производителю может понадобиться более гибко регулировать углеводный состав. Из-за этого в промышленности стали использовать ферментативный гидролиз крахмала.

#### Ферментативный гидролиз крахмала
Ферментативный гидролиз используют как дополнение к кислотному. Изначально таким способом пытались повысить степень конверсии и получить более сладкий и менее вязкий сироп с большим содержанием глюкозы. Однако ферментативный гидролиз позволяет также регулировать соотношение глюкозы и мальтозы в продукте. Для проведения ферментативного гидролиза pH повышают до 4-6, а температуру снижают до 60-70 °C, затем вносят необходимые ферменты, которые подбирают исходя из потребностей по составу. Бактериальные α-амилазы случайным образом расщепляют α-1,4-гликозидные связи в крахмале. β-Амилазы и грибковые α-амилазы расщепляют те же связи, но дают преимущественно мальтозу. Глюкоамилаза отщепляет по одной молекуле глюкозы с невосстанавливающего конца, но может расщеплять также α-1,6-связи. Пуллуланаза расщепляет α-1,6-связи. По окончании процесса ферменты дезактивируют нагреванием или изменением pH.
Открытие термоустойчивых α-амилаз позволило разработать полностью ферментативные процессы и ещё более точно контролировать степень конверсии и углеводный состав продукта. Ферменты вносят в суспензию крахмала при pH 6-6,5, после чего суспензию нагревают паром до 103—107 °C и выдерживают в течение 5-10 мин, а затем 1-2 ч при 95 °C. После этого проводят вторичный ферментативный гидролиз, как и в случае кислотного гидролиза.

### Производство общего сахара
Большая часть глюкозы продаётся в виде сиропов, но существует небольшая потребность также в твёрдой глюкозе. Её производят как в чистом виде, так и в виде общего сахара (англ. total sugars) — отверждённого гидролизата крахмала. Общий сахар может содержать значительное количество мальтозы (DE<20), быть практически чистой глюкозой (95-99 %), а также содержать определённый процент фруктозы.

### Производство кристаллической глюкозы
Изначально чистую кристаллическую глюкозу производили из крахмала, гидролизованного в кислой среде. В таких условиях удавалось добиться только 88 % содержания глюкозы, поскольку в условиях гидролиза образовывались побочные продукты, связанные с мутаротацией и изомеризацией. С 1938 года начали использовать ферментативный гидролиз, который позволил получать более чистую глюкозу.
Моногидрат α-D-глюкозы получают кристаллизацией из перенасыщенных сиропов с содержанием твёрдого вещества в 74-79 %, из которого глюкоза составляет 95-96 %. Такие сиропы производят ферментативным гидролизом, нацеленным на максимальную конверсию. Сироп охлаждают до 46-50 °C и смешивают с затравочными кристаллами из предыдущей партии. Сироп медленно охлаждают до 20-40 °C в течение 2-5 дней: при этом около 60 % кристаллизуется в виде моногидрата α-D-глюкозы. Маточный раствор отделяют на центрифугах, кристаллы глюкозы промывают водой и там же сушат до максимально сухого состояния (14 % влаги). Затем их досушивают потоком горячего воздуха до 8,5-9 % влаги (теоретическое содержание воды в моногидрате — 9,08 %). Кристаллизации не мешает наличие примесей, поэтому маточный раствор концентрируют и получают вторую порцию кристаллов либо объединяют его со следующей партией сиропа. Извлечение моногидрата глюкозы из сиропа достигает 87,5 %. При повторных кристаллизациях из маточного раствора степень выделения повышается до 100 %.
Безводную α-D-глюкозу кристаллизуют при 60-65 °C в условиях вакуума и испарения растворителя. Исходные сиропы должны быть достаточно чистые. Цикл кристаллизации значительно короче, чем для моногидрата, и составляет 6-8 ч. Выделяют и сушат кристаллы примерно так же, как описано выше. Содержание воды в конечном продукте не превышает 0,1 %.
Безводную β-D-глюкозу получают кристаллизацией выше 100 °C. Дополнительные сложности связаны с тем, что β-D-глюкоза значительно лучше растворима в воде, чем α-D-глюкоза (72 % против 30 % при 25 °C).

## Химические свойства
Глюкоза может восстанавливаться в шестиатомный спирт (сорбит). Окисление глюкозы в зависимости от метода окисления может приводить к трём продуктам: глюконовой кислоте (окисление альдегидной группы), глюкаровой кислоте (дополнительно окисляется первичная OH-группа) либо глюкуроновой кислоте (окисление только первичной OH-группы).
Как восстанавливающий сахар, глюкоза проявляет восстановительные свойства. Это проявляется в реакциях с реактивом Толленса (аммиачным раствором оксида серебра), реактивом Бенедикта и реактивом Фелинга (реагенты на основе меди).
Глюкоза обладает также некоторыми специфическими свойствами, такими как брожение — деструктивное разложение под действием ферментов. Возможны несколько типов брожения: спиртовое (образуется этанол и углекислый газ), молочно-кислое (образуется молочная кислота), масляное (образуется бутановая кислота, водород, углекислый газ), ацетоновое (образуется бутанол, ацетон, водород, углекислый газ), лимоннокислое (образуется лимонная кислота).

## Биологическая роль
Глюкоза — основной продукт фотосинтеза, образуется в цикле Кальвина.
В организме человека и животных глюкоза является основным и наиболее универсальным источником энергии для обеспечения метаболических процессов. Глюкоза является субстратом гликолиза, в ходе которого она может окислиться либо до пирувата в аэробных условиях, либо до лактата в случае анаэробных условий. Пируват, полученный таким образом в гликолизе, далее декарбоксилируется, превращаясь в ацетил-КоА (ацетилкоэнзим А). Также в ходе окислительного декарбоксилирования пирувата восстанавливается кофермент НАД+. Ацетил-КоА далее используется в цикле Кребса, а восстановленный кофермент используется в дыхательной цепи.
Глюкоза депонируется у животных в виде гликогена, у растений — в виде крахмала, полимер глюкозы — целлюлоза является основной составляющей клеточных оболочек всех высших растений. Животным глюкоза помогает пережить заморозки. Так, у некоторых видов лягушек перед зимой повышается уровень глюкозы в крови, за счёт чего их тела способны выдержать заморозку во льду.

## Применение

### В медицине

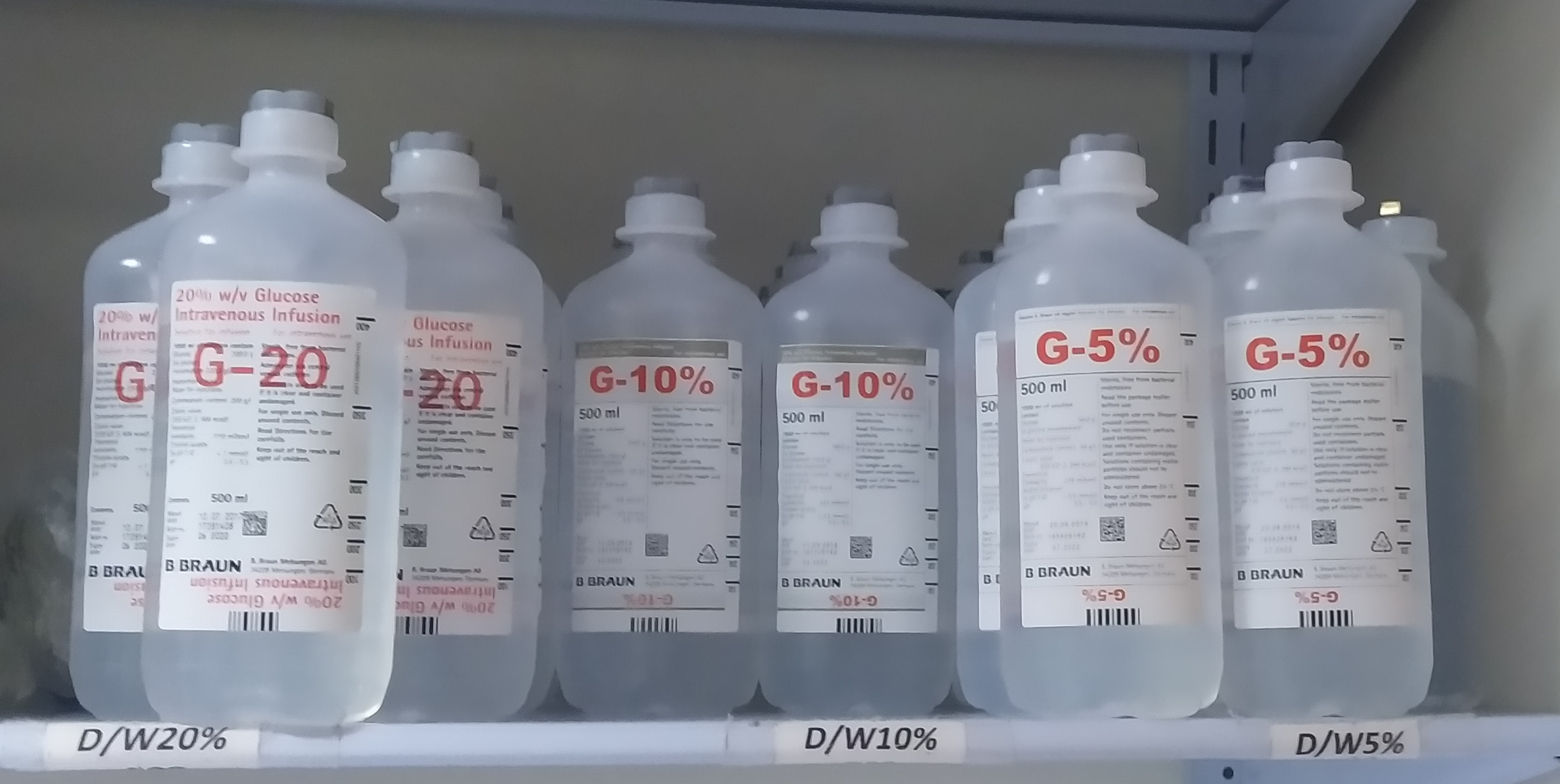
5 %, 10 %, 20 % стерильные растворы глюкозы для внутривенных инфузий

Глюкозу используют при интоксикации (например, при пищевом отравлении и инфекциях), вводят внутривенно струйно и капельно, так как она является универсальным антитоксическим средством.
Глюкозу используют для целей регидратации организма, как источник углеводов, в том числе при парентеральном питании.
Также препараты на основе глюкозы и сама глюкоза используются эндокринологами при определении наличия и типа сахарного диабета у человека (в виде стресс-теста на ввод повышенного количества глюкозы в организм).
Глюкозу применяют в медицине как питательное вещество и компонент кровозаменяющих противошоковых жидкостей. Кроме того, в медицине широко применяется кальциевая соль глюконовой кислоты (глюконат кальция).
Для медицинских целей глюкоза обычно используется в виде раствора для инъекций или инфузий, а также в виде таблеток.

### В пищевой промышленности
В пищевой промышленности глюкоза применяется при выпечке хлеба, в кондитерском деле, а также при производстве сгущённого молока, мороженого, простокваши, кефира. Также для производства спирта, вин, пива.

### В сельском хозяйстве
В сельском хозяйстве глюкоза зачастую применяется для подкормки пчёл.

### В химической промышленности
Глюкоза используется для получения витамина C (аскорбиновая кислота), сорбита и биополимеров.